# Baum-Test
Der Baum-Test ist ein projektiver Test zur Psychodiagnostik, der 1949 vom Schweizer Psychologen Charles (Karl) Koch vorgestellt wurde. Er kommt bei Kindern ab 6 Jahren sowie bei Jugendlichen und Erwachsenen in Einzel- und Gruppentestung zum Einsatz und wird in der psychologischen Praxis, der Schulpsychologie, der Berufsberatung und bei Aufnahmeverfahren und in der Psychiatrie verwendet. Der Baum-Test ist eine Methode zur Analyse von Persönlichkeitsanteilen, von kognitiver Beeinträchtigung und von emotionaler Entwicklung. Er wird auch zur Einschätzung von Intelligenz und Entwicklungsstand von Schulkindern und Erwachsenen eingesetzt.
Charles Koch hat für den Test den Baum gewählt, da Bäume in vielen Mythologien weltweit eine wichtige Rolle spielen. Außerdem seien Bäume unbelastete Gegenstände, die eine große Bandbreite an Verknüpfungen und Assoziationen zuließen. Koch geht davon aus, dass die Art und Form des gezeichneten Baumes Rückschlüsse auf die Psyche und das Unterbewusste des Probanden zulässt.

## Methode
Der Proband wird aufgefordert, einen Obstbaum auf ein etwa DIN-A4 großes weißes Blatt zu zeichnen. Ein Psychologe wertet anschließend die Zeichnung sowie das Verhalten und gegebenenfalls die Kommentare des Probanden aus.
Zwei Auswertungsstrategien werden beim Baum-Test angewandt. Die äußere Strukturanalyse betrachtet den gezeichneten Baum als Gesamtheit und bezieht v. a. dessen Positionierung auf dem Papier und seine Größe ein. Die innere Strukturanalyse bezieht dagegen die feineren Details der Baumzeichnung in die Analyse ein. Koch beschreibt 59 Detailaspekte die der Interpretation der individuellen Gedanken und Gefühle dienen. Zum Beispiel werden Wurzeln, Stamm, Zweige, Krone, Blätter, Knoten, Schatten, Symmetrie und andere Aspekte jeweils bewertet und interpretiert.
So werden zum Beispiel groß gezeichnete Bäume mit einer Selbstsicherheit des Probanden in Verbindung gebracht. Große Wurzeln werden als Geradlinigkeit und Lebendigkeit interpretiert. Große Zweige werden mit Arroganz assoziiert.
Auf den deutschen Nervenarzt Dr. Graf Wittgenstein geht der sogenannte Wittgenstein-Index zurück. Dabei wird die Höhe des Baumes mit dem Alter des Probanden ins Verhältnis gesetzt. Die gemessene Höhe einer auffälligen Unregelmäßigkeit (z. B. ein Knick im Stamm) wird dann als Hinweis auf ein Trauma im entsprechenden Lebensalter des Probanden gewertet. Der Wittgenstein-Index ist jedoch sehr umstritten.

## Einordnung
Die Vorteile des Baum-Tests liegen in der schnellen Durchführung (etwa 5–10 Minuten), in der einfachen Anwendung (Stift und Papier) und in der zusätzlichen Möglichkeit, die motorischen und kognitiven Fähigkeiten des Probanden zu beobachten.
Ein oft kritisierter Nachteil sind die mangelhaften Testgütekriterien hinsichtlich Objektivität und Reliabilität von Durchführung und Auswertung, und die geringe Validität der Testergebnisse. Auf Grund dieser Schwächen wird der Baum-Test in der modernen Psychodiagnostik nur noch selten eingesetzt.